# Epiphragma (Epiphragma) fasciapenne
Epiphragma (Epiphragma) fasciapenne is een tweevleugelige uit de familie steltmuggen (Limoniidae). De soort komt voor in het Nearctisch gebied.